# Patricio Bonhomme
Lautaro Patricio Bonhomme Rivas (Curicó, Chile, 11 de julio de 1953) es un exfutbolista chileno. Destacó en el puesto de centrodelantero, marcando 154 goles en la Segunda División de Chile (actual Primera B), convirtiéndose en el máximo goleador histórico de la categoría.

## Biografía
Natural de Curicó, fue invitado a probarse a la Universidad Católica y por problemas con la directiva se fue en el 1972. Estuvo en Universidad de Chile en el 1972 y disputó por la Selección Nacional el Torneo Preolímpico Sudamericano de 1972, debutó en 1973, jugando por Deportes Colchagua y Curicó Unido aquel año. En el equipo curicano se mantuvo hasta 1975.
De gran campaña en Deportes Linares, pasó por el Ñublense que era dirigido por Nelson Oyarzún, y Huachipato, donde conquistó el Apertura de Segunda División 1979.
En 1980 regresó a Linares, y se transformó en el máximo goleador histórico de la institución, con 87 tantos anotados en total con la camiseta albirroja. En 1983, tras no renovar con Fernández Vial, recaló en Lota Schwager convirtiéndose en figura indiscutible del equipo minero entre 1983 y 1988. En el elenco minero anotó 73 goles en todas las competiciones, siendo goleador histórico del club, ganó la Segunda División 1986 y jugó en Primera con los lotinos.
Tras su paso por el mítico equipo millonario de Deportes Lozapenco, al cual llegó en 1989 junto a figuras como Rodolfo Dubó, Mario Soto y el DT Luis Santibáñez, se retiró a fines de 1991 vistiendo la camiseta de Los Náuticos.

## Clubes
| Club                 | País  | Año       |
| -------------------- | ----- | --------- |
| Universidad de Chile | Chile | 1972      |
| Colchagua            | Chile | 1973      |
| Curicó Unido         | Chile | 1973-1975 |
| Deportes Linares     | Chile | 1976-1977 |
| Ñublense             | Chile | 1978      |
| Huachipato           | Chile | 1979-1980 |
| Deportes Linares     | Chile | 1980-1982 |
| Fernández Vial       | Chile | 1982      |
| Lota Schwager        | Chile | 1983-1988 |
| Deportes Lozapenco   | Chile | 1989-1990 |
| Los Náuticos         | Chile | 1991      |

## Palmarés

### Campeonatos nacionales
| Torneo                    | Club               | País  | Año  |
| ------------------------- | ------------------ | ----- | ---- |
| Apertura Segunda División | Huachipato         | Chile | 1979 |
| Segunda División          | Fernández Vial     | Chile | 1982 |
| Segunda División          | Lota Schwager      | Chile | 1986 |
| Tercera División          | Deportes Lozapenco | Chile | 1989 |

### Distinciones individuales
| Distinción                                                  | Año                  |
| ----------------------------------------------------------- | -------------------- |
| Máximo goleador de la Liga de Ascenso                       | 1976                 |
| Máximo goleador histórico de Deportes Linares (87 goles)    | 1977-1976; 1980-1982 |
| Máximo goleador histórico de Lota Schwager (73 goles)       | 1983-1988            |
| Máximo goleador histórico de la Liga de Ascenso (152 goles) | 1972-1991            |